# Blink-182/Auszeichnungen für Musikverkäufe

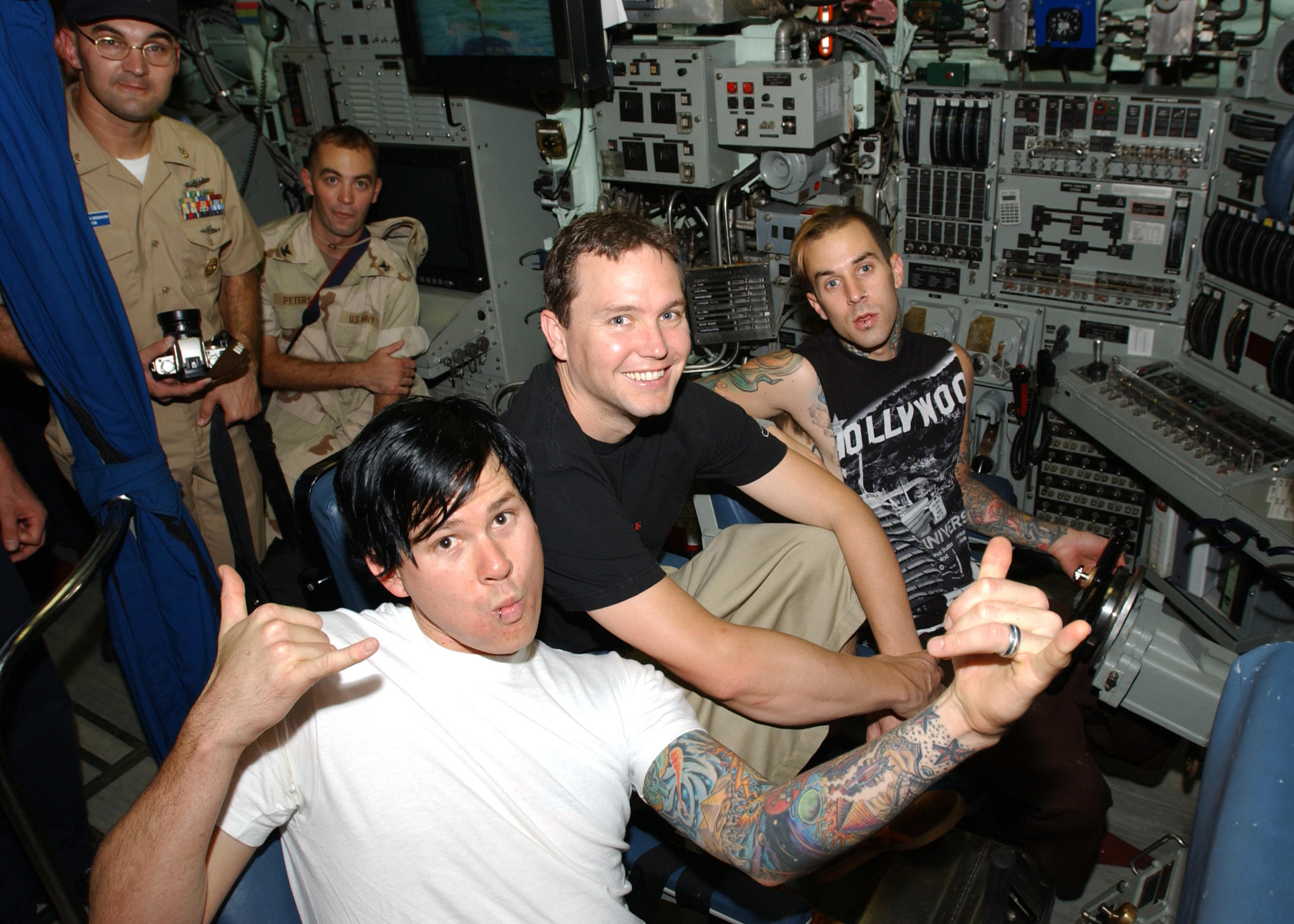
Blink-182 (2003)

Dies ist eine Übersicht über die Auszeichnungen für Musikverkäufe der US-amerikanischen Punk-Rock-Band Blink-182. Die Auszeichnungen finden sich nach ihrer Art (Gold, Platin usw.), nach Staaten getrennt in chronologischer Reihenfolge, geordnet sowie nach den Tonträgern selbst, ebenfalls in chronologischer Reihenfolge, getrennt nach Medium (Alben, Singles usw.), wieder.

## Auszeichnungen
| - Vereinigtes Königreich - 2013: für das Album Cheshire Cat - 2021: für die Single Adam’s Song - 2022: für die Single Feeling This - 2023: für die Single Dammit - 2023: für die Single Always - 2024: für die Single Bored to Death - 2024: für das Album One More Time… - Argentinien - 2005: für das Album Blink-182 - Australien - 2004: für die Single I Miss You - 2011: für das Album Neighborhoods - 2017: für das Album California - 2018: für die Single Bored to Death - Brasilien - 2002: für das Album Take Off Your Pants and Jacket - 2004: für das Album Blink-182 - 2023: für die Single Death Bed (Remix) - 2024: für die Single All the Small Things - Dänemark - 2023: für die Single All the Small Things - Deutschland - 2023: für das Album Take Off Your Pants and Jacket - 2023: für das Album Blink-182 - 2023: für die Single I Miss You - 2023: für die Single What’s My Age Again? - Italien - 2004: für das Album Take Off Your Pants and Jacket - 2017: für das Album Greatest Hits - 2019: für die Single Adam’s Song - 2024: für die Single First Date - Japan - 2004: für das Album Take Off Your Pants and Jacket - Kanada - 2000: für das Videoalbum The Urethra Chronicles - 2022: für das Album California - 2022: für die Single She’s Out of Her Mind - 2025: für das Album One More Time… - Mexiko - 2000: für das Album Enema of the State - 2004: für das Album Blink-182 - Neuseeland - 2001: für das Album The Mark, Tom, and Travis Show (The Enema Strikes Back!) - 2001: für das Album Take Off Your Pants and Jacket - Österreich - 2000: für das Album Enema of the State - Schweden - 2000: für die Single All the Small Things - Schweiz - 2000: für das Album Enema of the State - 2001: für das Album Take Off Your Pants and Jacket - Spanien - 2024: für die Single What’s My Age Again? - 2025: für die Single I Miss You - Vereinigte Staaten - 2001: für das Album The Mark, Tom, and Travis Show (The Enema Strikes Back!) - 2004: für die Single I Miss You - 2005: für die Single Feeling This - 2017: für das Album California - 2017: für die Single Bored to Death - 2024: für die Single One More Time - Vereinigtes Königreich - 2013: für das Videoalbum The Urethra Chronicles - 2013: für das Album Dude Ranch - 2017: für das Album The Mark, Tom, and Travis Show (The Enema Strikes Back!) - 2019: für das Album California - 2023: für die Single The Rock Show - 2023: für die Single First Date - 2024: für das Album Neighborhoods | - Australien - 1998: für das Album Dude Ranch - 2000: für das Album The Mark, Tom, and Travis Show (The Enema Strikes Back!) - 2000: für die Single All the Small Things - 2001: für das Album Take Off Your Pants and Jacket - 2007: für das Videoalbum Greatest Hits - Deutschland - 2023: für das Album Greatest Hits - 2023: für die Single All the Small Things - Europa - 2002: für das Album Enema of the State - Italien - 2018: für die Single What’s My Age Again? - 2021: für die Single I Miss You - 2023: für das Album Enema of the State - Kanada - 2000: für das Album The Mark, Tom, and Travis Show (The Enema Strikes Back!) - 2006: für das Album Greatest Hits - 2022: für die Single Bored to Death - Neuseeland - 2019: für das Album Greatest Hits - 2024: für das Album Blink-182 - Spanien - 2024: für die Single All the Small Things - Vereinigte Staaten - 1999: für das Album Dude Ranch - 2001: für das Videoalbum The Urethra Chronicles - 2004: für das Album Blink-182 - Vereinigtes Königreich - 2004: für das Album Enema of the State - 2004: für das Album Blink-182 - 2013: für das Album Take Off Your Pants and Jacket - 2021: für die Single What’s My Age Again? | - Australien - 2000: für das Album Enema of the State - 2004: für das Album Blink-182 - Italien - 2024: für die Single All the Small Things - Kanada - 2001: für das Album Dude Ranch - 2001: für das Album Take Off Your Pants and Jacket - 2004: für das Album Blink-182 - Neuseeland - 2000: für das Album Enema of the State - 2023: für die Single I Miss You - 2024: für die Single What’s My Age Again? - Vereinigte Staaten - 2002: für das Album Take Off Your Pants and Jacket - Vereinigtes Königreich - 2024: für die Single I Miss You - Australien - 2013: für das Album Greatest Hits - Vereinigtes Königreich - 2023: für das Album Greatest Hits - 2024: für die Single All the Small Things - Kanada - 2000: für das Album Enema of the State - Neuseeland - 2025: für die Single All the Small Things - Vereinigte Staaten - 2001: für das Album Enema of the State |

## Auszeichnungen nach Alben

### Cheshire Cat
| Land/Region                  | Auszeichnungen für Musikverkäufe (Land/Region, Auszeichnung, Verkäufe) | Verkäufe |
| ---------------------------- | ---------------------------------------------------------------------- | -------- |
| Vereinigtes Königreich (BPI) | Silber                                                                 | 60.000   |
| Insgesamt                    | 1× Silber ·                                                            | 60.000   |

### Dude Ranch
| Land/Region                  | Auszeichnungen für Musikverkäufe (Land/Region, Auszeichnung, Verkäufe) | Verkäufe  |
| ---------------------------- | ---------------------------------------------------------------------- | --------- |
| Australien (ARIA)            | Platin                                                                 | 70.000    |
| Kanada (MC)                  | 2× Platin                                                              | 160.000   |
| Vereinigte Staaten (RIAA)    | Platin                                                                 | 1.000.000 |
| Vereinigtes Königreich (BPI) | Gold                                                                   | 100.000   |
| Insgesamt                    | 1× Gold · 4× Platin ·                                                  | 1.330.000 |

### Enema of the State
| Land/Region                  | Auszeichnungen für Musikverkäufe (Land/Region, Auszeichnung, Verkäufe) | Verkäufe  |
| ---------------------------- | ---------------------------------------------------------------------- | --------- |
| Australien (ARIA)            | 2× Platin                                                              | 140.000   |
| Europa (IFPI)                | Platin                                                                 | 1.000.000 |
| Italien (FIMI)               | Platin                                                                 | (50.000)  |
| Kanada (MC)                  | 4× Platin                                                              | 400.000   |
| Mexiko (AMPROFON)            | Gold                                                                   | 75.000    |
| Neuseeland (RMNZ)            | 2× Platin                                                              | 30.000    |
| Österreich (IFPI)            | Gold                                                                   | (25.000)  |
| Schweiz (IFPI)               | Gold                                                                   | (25.000)  |
| Vereinigte Staaten (RIAA)    | 5× Platin                                                              | 5.000.000 |
| Vereinigtes Königreich (BPI) | Platin                                                                 | (300.000) |
| Insgesamt                    | 3× Gold · 16× Platin ·                                                 | 6.645.000 |

### The Mark, Tom and Travis Show (The Enema Strikes Back!)
| Land/Region                  | Auszeichnungen für Musikverkäufe (Land/Region, Auszeichnung, Verkäufe) | Verkäufe |
| ---------------------------- | ---------------------------------------------------------------------- | -------- |
| Australien (ARIA)            | Platin                                                                 | 70.000   |
| Kanada (MC)                  | Platin                                                                 | 100.000  |
| Neuseeland (RMNZ)            | Gold                                                                   | 7.500    |
| Vereinigte Staaten (RIAA)    | Gold                                                                   | 500.000  |
| Vereinigtes Königreich (BPI) | Gold                                                                   | 100.000  |
| Insgesamt                    | 3× Gold · 2× Platin ·                                                  | 777.500  |

### Take Off Your Pants and Jacket
| Land/Region                  | Auszeichnungen für Musikverkäufe (Land/Region, Auszeichnung, Verkäufe) | Verkäufe  |
| ---------------------------- | ---------------------------------------------------------------------- | --------- |
| Australien (ARIA)            | Platin                                                                 | 70.000    |
| Brasilien (PMB)              | Gold                                                                   | 50.000    |
| Deutschland (BVMI)           | Gold                                                                   | 150.000   |
| Italien (FIMI)               | Gold                                                                   | 50.000    |
| Japan (RIAJ)                 | Gold                                                                   | 100.000   |
| Kanada (MC)                  | 2× Platin                                                              | 200.000   |
| Neuseeland (RMNZ)            | Gold                                                                   | 7.500     |
| Schweiz (IFPI)               | Gold                                                                   | 20.000    |
| Vereinigte Staaten (RIAA)    | 2× Platin                                                              | 2.000.000 |
| Vereinigtes Königreich (BPI) | Platin                                                                 | 453.000   |
| Insgesamt                    | 6× Gold · 6× Platin ·                                                  | 3.100.500 |

### Blink-182
| Land/Region                  | Auszeichnungen für Musikverkäufe (Land/Region, Auszeichnung, Verkäufe) | Verkäufe  |
| ---------------------------- | ---------------------------------------------------------------------- | --------- |
| Argentinien (CAPIF)          | Gold                                                                   | 20.000    |
| Australien (ARIA)            | 2× Platin                                                              | 140.000   |
| Brasilien (PMB)              | Gold                                                                   | 50.000    |
| Deutschland (BVMI)           | Gold                                                                   | 100.000   |
| Kanada (MC)                  | 2× Platin                                                              | 200.000   |
| Mexiko (AMPROFON)            | Gold                                                                   | 50.000    |
| Neuseeland (RMNZ)            | Platin                                                                 | 15.000    |
| Vereinigte Staaten (RIAA)    | Platin                                                                 | 2.200.000 |
| Vereinigtes Königreich (BPI) | Platin                                                                 | 300.000   |
| Insgesamt                    | 4× Gold · 7× Platin ·                                                  | 3.075.000 |

### Greatest Hits
| Land/Region                  | Auszeichnungen für Musikverkäufe (Land/Region, Auszeichnung, Verkäufe) | Verkäufe  |
| ---------------------------- | ---------------------------------------------------------------------- | --------- |
| Australien (ARIA)            | 3× Platin                                                              | 210.000   |
| Deutschland (BVMI)           | Platin                                                                 | 200.000   |
| Italien (FIMI)               | Gold                                                                   | 25.000    |
| Kanada (MC)                  | Platin                                                                 | 100.000   |
| Neuseeland (RMNZ)            | Platin                                                                 | 15.000    |
| Vereinigtes Königreich (BPI) | 3× Platin                                                              | 900.000   |
| Insgesamt                    | 1× Gold · 9× Platin ·                                                  | 1.450.000 |

### Neighborhoods
| Land/Region                  | Auszeichnungen für Musikverkäufe (Land/Region, Auszeichnung, Verkäufe) | Verkäufe |
| ---------------------------- | ---------------------------------------------------------------------- | -------- |
| Vereinigtes Königreich (BPI) | Gold                                                                   | 100.000  |
| Insgesamt                    | 1× Gold ·                                                              | 100.000  |

### California
| Land/Region                  | Auszeichnungen für Musikverkäufe (Land/Region, Auszeichnung, Verkäufe) | Verkäufe |
| ---------------------------- | ---------------------------------------------------------------------- | -------- |
| Australien (ARIA)            | Gold                                                                   | 35.000   |
| Kanada (MC)                  | Gold                                                                   | 40.000   |
| Vereinigte Staaten (RIAA)    | Gold                                                                   | 500.000  |
| Vereinigtes Königreich (BPI) | Gold                                                                   | 100.000  |
| Insgesamt                    | 4× Gold ·                                                              | 675.000  |

### One More Time…
| Land/Region                  | Auszeichnungen für Musikverkäufe (Land/Region, Auszeichnung, Verkäufe) | Verkäufe |
| ---------------------------- | ---------------------------------------------------------------------- | -------- |
| Kanada (MC)                  | Gold                                                                   | 40.000   |
| Vereinigtes Königreich (BPI) | Silber                                                                 | 60.000   |
| Insgesamt                    | 1× Silber · 1× Gold ·                                                  | 100.000  |

## Auszeichnungen nach Singles

### Dammit
| Land/Region                  | Auszeichnungen für Musikverkäufe (Land/Region, Auszeichnung, Verkäufe) | Verkäufe |
| ---------------------------- | ---------------------------------------------------------------------- | -------- |
| Vereinigtes Königreich (BPI) | Silber                                                                 | 200.000  |
| Insgesamt                    | 1× Silber ·                                                            | 200.000  |

### What’s My Age Again?
| Land/Region                  | Auszeichnungen für Musikverkäufe (Land/Region, Auszeichnung, Verkäufe) | Verkäufe  |
| ---------------------------- | ---------------------------------------------------------------------- | --------- |
| Deutschland (BVMI)           | Gold                                                                   | 300.000   |
| Italien (FIMI)               | Platin                                                                 | 50.000    |
| Neuseeland (RMNZ)            | 2× Platin                                                              | 60.000    |
| Spanien (Promusicae)         | Gold                                                                   | 30.000    |
| Vereinigtes Königreich (BPI) | Platin                                                                 | 600.000   |
| Insgesamt                    | 2× Gold · 4× Platin ·                                                  | 1.040.000 |

### All the Small Things
| Land/Region                  | Auszeichnungen für Musikverkäufe (Land/Region, Auszeichnung, Verkäufe) | Verkäufe  |
| ---------------------------- | ---------------------------------------------------------------------- | --------- |
| Australien (ARIA)            | Platin                                                                 | 70.000    |
| Brasilien (PMB)              | Gold                                                                   | 30.000    |
| Dänemark (IFPI)              | Gold                                                                   | 45.000    |
| Deutschland (BVMI)           | Platin                                                                 | 500.000   |
| Italien (FIMI)               | 2× Platin                                                              | 200.000   |
| Neuseeland (RMNZ)            | 4× Platin                                                              | 120.000   |
| Schweden (IFPI)              | Gold                                                                   | 15.000    |
| Spanien (Promusicae)         | Platin                                                                 | 60.000    |
| Vereinigte Staaten (RIAA)    | —                                                                      | 500.000   |
| Vereinigtes Königreich (BPI) | 3× Platin                                                              | 1.800.000 |
| Insgesamt                    | 3× Gold · 12× Platin ·                                                 | 3.340.000 |

### Adam’s Song
| Land/Region                  | Auszeichnungen für Musikverkäufe (Land/Region, Auszeichnung, Verkäufe) | Verkäufe |
| ---------------------------- | ---------------------------------------------------------------------- | -------- |
| Italien (FIMI)               | Gold                                                                   | 25.000   |
| Vereinigtes Königreich (BPI) | Silber                                                                 | 200.000  |
| Insgesamt                    | 1× Silber · 1× Gold ·                                                  | 225.000  |

### The Rock Show
| Land/Region                  | Auszeichnungen für Musikverkäufe (Land/Region, Auszeichnung, Verkäufe) | Verkäufe |
| ---------------------------- | ---------------------------------------------------------------------- | -------- |
| Vereinigtes Königreich (BPI) | Gold                                                                   | 400.000  |
| Insgesamt                    | 1× Gold ·                                                              | 400.000  |

### First Date
| Land/Region                  | Auszeichnungen für Musikverkäufe (Land/Region, Auszeichnung, Verkäufe) | Verkäufe |
| ---------------------------- | ---------------------------------------------------------------------- | -------- |
| Italien (FIMI)               | Gold                                                                   | 50.000   |
| Vereinigtes Königreich (BPI) | Gold                                                                   | 400.000  |
| Insgesamt                    | 2× Gold ·                                                              | 450.000  |

### Feeling This
| Land/Region                  | Auszeichnungen für Musikverkäufe (Land/Region, Auszeichnung, Verkäufe) | Verkäufe |
| ---------------------------- | ---------------------------------------------------------------------- | -------- |
| Vereinigte Staaten (RIAA)    | Gold                                                                   | 500.000  |
| Vereinigtes Königreich (BPI) | Silber                                                                 | 200.000  |
| Insgesamt                    | 1× Silber · 1× Gold ·                                                  | 700.000  |

### I Miss You
| Land/Region                  | Auszeichnungen für Musikverkäufe (Land/Region, Auszeichnung, Verkäufe) | Verkäufe  |
| ---------------------------- | ---------------------------------------------------------------------- | --------- |
| Australien (ARIA)            | Gold                                                                   | 35.000    |
| Deutschland (BVMI)           | Gold                                                                   | 150.000   |
| Italien (FIMI)               | Platin                                                                 | 70.000    |
| Neuseeland (RMNZ)            | 2× Platin                                                              | 60.000    |
| Spanien (Promusicae)         | Gold                                                                   | 30.000    |
| Vereinigte Staaten (RIAA)    | Gold                                                                   | 500.000   |
| Vereinigtes Königreich (BPI) | 2× Platin                                                              | 1.200.000 |
| Insgesamt                    | 4× Gold · 5× Platin ·                                                  | 2.045.000 |

### Always
| Land/Region                  | Auszeichnungen für Musikverkäufe (Land/Region, Auszeichnung, Verkäufe) | Verkäufe |
| ---------------------------- | ---------------------------------------------------------------------- | -------- |
| Vereinigtes Königreich (BPI) | Silber                                                                 | 200.000  |
| Insgesamt                    | 1× Silber ·                                                            | 200.000  |

### Bored to Death
| Land/Region                  | Auszeichnungen für Musikverkäufe (Land/Region, Auszeichnung, Verkäufe) | Verkäufe |
| ---------------------------- | ---------------------------------------------------------------------- | -------- |
| Australien (ARIA)            | Gold                                                                   | 35.000   |
| Kanada (MC)                  | Platin                                                                 | 80.000   |
| Vereinigte Staaten (RIAA)    | Gold                                                                   | 500.000  |
| Vereinigtes Königreich (BPI) | Silber                                                                 | 200.000  |
| Insgesamt                    | 1× Silber · 2× Gold · 1× Platin ·                                      | 815.000  |

### She’s Out of Her Min
| Land/Region | Auszeichnungen für Musikverkäufe (Land/Region, Auszeichnung, Verkäufe) | Verkäufe |
| ----------- | ---------------------------------------------------------------------- | -------- |
| Kanada (MC) | Gold                                                                   | 40.000   |
| Insgesamt   | 1× Gold ·                                                              | 40.000   |

### Death Bed (Remix)
| Land/Region     | Auszeichnungen für Musikverkäufe (Land/Region, Auszeichnung, Verkäufe) | Verkäufe |
| --------------- | ---------------------------------------------------------------------- | -------- |
| Brasilien (PMB) | Gold                                                                   | 20.000   |
| Insgesamt       | 1× Gold ·                                                              | 20.000   |

### One More Time
| Land/Region               | Auszeichnungen für Musikverkäufe (Land/Region, Auszeichnung, Verkäufe) | Verkäufe |
| ------------------------- | ---------------------------------------------------------------------- | -------- |
| Vereinigte Staaten (RIAA) | Gold                                                                   | 500.000  |
| Insgesamt                 | 1× Gold ·                                                              | 500.000  |

## Auszeichnungen nach Videoalben

### The Urethra Chronicles
| Land/Region                  | Auszeichnungen für Musikverkäufe (Land/Region, Auszeichnung, Verkäufe) | Verkäufe |
| ---------------------------- | ---------------------------------------------------------------------- | -------- |
| Kanada (MC)                  | Gold                                                                   | 5.000    |
| Vereinigte Staaten (RIAA)    | Platin                                                                 | 100.000  |
| Vereinigtes Königreich (BPI) | Gold                                                                   | 25.000   |
| Insgesamt                    | 2× Gold · 1× Platin ·                                                  | 130.000  |

### Greatest Hits
| Land/Region       | Auszeichnungen für Musikverkäufe (Land/Region, Auszeichnung, Verkäufe) | Verkäufe |
| ----------------- | ---------------------------------------------------------------------- | -------- |
| Australien (ARIA) | Platin                                                                 | 15.000   |
| Insgesamt         | 1× Platin ·                                                            | 15.000   |

## Statistik und Quellen
| Land/RegionAuszeichnungen für Musikverkäufe (Land/Region, Auszeichnungen, Verkäufe, Quellen) | Silber     | Gold       | Platin       | Verkäufe    | Quellen                                                   |
| -------------------------------------------------------------------------------------------- | ---------- | ---------- | ------------ | ----------- | --------------------------------------------------------- |
| Argentinien (CAPIF)                                                                          | —          | Gold1      | —            | 20.000      | capif.org.ar                                              |
| Australien (ARIA)                                                                            | —          | 4× Gold4   | 12× Platin12 | 890.000     | aria.com.au                                               |
| Brasilien (PMB)                                                                              | —          | 4× Gold4   | —            | 150.000     | pro-musicabr.org.br                                       |
| Dänemark (IFPI)                                                                              | —          | Gold1      | —            | 45.000      | ifpi.dk                                                   |
| Deutschland (BVMI)                                                                           | —          | 4× Gold4   | 2× Platin2   | 1.400.000   | musikindustrie.de                                         |
| Europa (IFPI)                                                                                | —          | —          | Platin1      | (1.000.000) | ifpi.org (Memento vom 1. Januar 2014 im Internet Archive) |
| Italien (FIMI)                                                                               | —          | 4× Gold4   | 5× Platin5   | 510.000     | fimi.it                                                   |
| Japan (RIAJ)                                                                                 | —          | Gold1      | —            | 100.000     | riaj.or.jp                                                |
| Kanada (MC)                                                                                  | —          | 4× Gold4   | 13× Platin13 | 1.205.000   | musiccanada.com                                           |
| Mexiko (AMPROFON)                                                                            | —          | 2× Gold2   | —            | 125.000     | amprofon.com.mx                                           |
| Neuseeland (RMNZ)                                                                            | —          | Gold1      | 12× Platin12 | 315.000     | aotearoamusiccharts.co.nz NZ2 NZ3                         |
| Österreich (IFPI)                                                                            | —          | Gold1      | —            | 25.000      | ifpi.at                                                   |
| Schweden (IFPI)                                                                              | —          | Gold1      | —            | 15.000      | sverigetopplistan.se                                      |
| Schweiz (IFPI)                                                                               | —          | 2× Gold2   | —            | 45.000      | hitparade.ch                                              |
| Spanien (Promusicae)                                                                         | —          | 2× Gold2   | Platin1      | 120.000     | elportaldemusica.es                                       |
| Vereinigte Staaten (RIAA)                                                                    | —          | 6× Gold6   | 10× Platin10 | 13.800.000  | riaa.com                                                  |
| Vereinigtes Königreich (BPI)                                                                 | 7× Silber7 | 9× Gold9   | 12× Platin12 | 7.898.000   | bpi.co.uk                                                 |
| Insgesamt                                                                                    | 7× Silber7 | 47× Gold47 | 68× Platin68 |             |                                                           |